# Bertil Lidgard

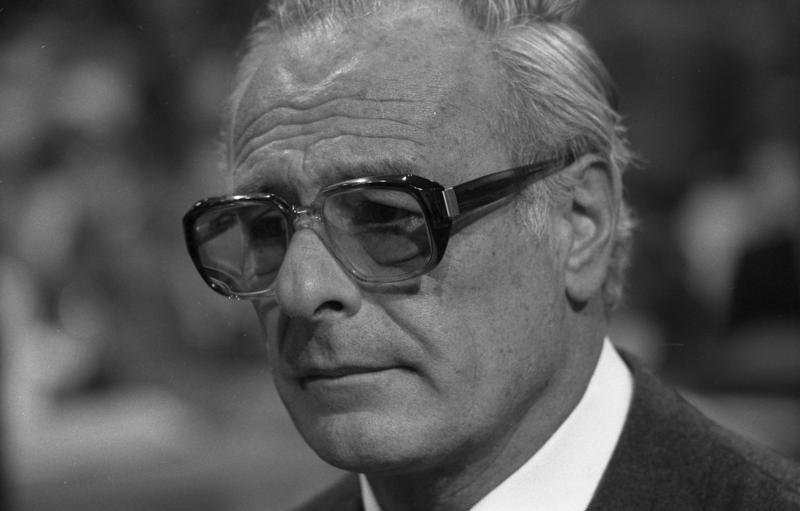
Bertil Lidgard 1978

Hans Bertil Ingemar Lidgard (i riksdagen kallad Lidgard i Stockholm senare Lidgard i Falsterbo, Lidgard i Lund)), född 1 augusti 1916 i Malmö Karoli församling, död 26 december 1984 i Lunds domkyrkoförsamling, var en svensk moderat politiker och ombudsman.
Bertil Lidgard tillhörde riksdagens första kammare 1965–1970  representerande Moderaterna i Stockholms stads valkrets. Han var även ledamot i den nya enkammarriksdagen 1971–1984. Han var gruppledare för moderaterna i riksdagen under åren 1977 till 1981. Han var ordförande i Justitieutskottet 1977–1984. I sin ungdom var Lidgard (1938–1940) ordförande för Ungsvenska studentföreningen i Lund.